# واعظان کاین جلوه در محراب و منبر می‌کنند
غزلی با مطلع «واعظان کاین جلوه در محراب و منبر می‌کنند»، غزل شمارهٔ ۱۹۹ از دیوانِ حافظ در تصحیحِ محمد قزوینی و قاسم غنی است.

## مفهوم و درون‌مایه
گاهی به حرف‌هایی که می‌زنید عمل نمی کنید و فقط حرف‌های شعارگونه برای دیگران زده و آنها را پند می‌دهید، در صورتی که خودتان به آن باور ندارید. دروغ و دورویی را کنار بگذارید که سرانجام آن رسوایی و بی‌آبرویی خواهد بود. حافظ در این شعر، دین‌داران دروغین و ریاکاران را مورد انتقاد قرار داده که به سخنی که می‌زنند اعتقادی ندارند و فقط برای فریب‌دادن مردم جلوه‌سازی می‌کنند.

##### شعر کامل
«واعظان کاین جلوه در محراب و منبر می‌کنند / چون به خلوت می‌روند آن کارِ دیگر می‌کنند»

## وزن
فاعلاتن فاعلاتن فاعلاتن فاعلن

## ترجمه‌ها
1. دین داران و افراد مذهبی که مدام در مسجد و مکان های دینی تشویق به کار های نیک کرده و پند و نصیحت می کنند_هنگامی که از مردم دور شده در خلوت خود کارهایی را انجام داده که آن را حرام می‌داند (دورویی و ریا کاری)
2. پرسشی از عالم مذهبی دارم چرا کسانی که مدام به توبه و استغفار فرمان می دهند خودشان کمتر توبه می کنند (غرور و تکبر افراد مذهبی که خود را پاک دانسته نیازی به توبه نمی بینند)
3. به نظر می رسد که علمای مذهبی ریا کار خود هیچ باوری به قیامت و روز رستاخیز ندارند که تا این میزان دورغ در دین الهی وارده کرده اند
4. ای پروردگار این تازه به دوران رسیده ها که ادعای دانش الهی دارند را با افراد نادانی همچون خودشان محشور فرما که این با همه وقاهت با مردم رفتار میکنند
5. ای کسی که دوست دار دانایی هستی بدان که این عرفای صادق اند که انسان را  از ریا و دورویی حفظ کرده و دانش شناخت و توانایی تمیز کردن را به انسان می دهد
6. خداوند آنچنان زیبایی و شکوهی دارد که عاشقانه مست وجود او می شوند و گروهی دیگر در عشق الهی غرق شدن و خاموش می‌شوند
7. تنها انسان های صادق ، توانمندی نزدیکی به ذات مقدس الهی دارند و انسان های ریا کار چون باطن پلیدی دارند نمی توانند راه یابند شرط مقرب درگاه خداوند شدن پاک بودن ذات است، نه ظاهر پاک دروغین
8. اشعار من آن قدر پاک است و از صمیم قلبم سروده شده است که پاکان آسمانی اشعار من را به خاطر می سپارند.

## در دیگر آثار هنری
شیخ‌زاده در نگاره‌ای این غزل را به تصویر می‌کشد. نگاره، ایوانِ مسجدی با کاشی‌کاری معرق را نشان می‌دهد و واعظی نیز با چهره‌ای اندوهگین بر منبری خاتم‌کاری‌شده نشسته و مردم را به توبه فرامی‌خوانَد. افزون بر درونِ ایوان، افرادِ زیادی بر روی پشت‌بامِ رواقِ کناریِ مسجد جمع شده‌اند و به سخنانِ واعظ گوش می‌دهند. شیخ‌زاده در اینجا توانسته است هراسِ ناشی از سخنانِ واعظ را در شنونده‌ها به‌خوبی به تصویر بکشد. یک نفر دستانش را بر چهره‌اش نهاده و گریه می‌کند، مردی وحشت‌زده یقه‌اش را پاره می‌کند، جوانی از حیرتْ انگشتش را به دندان گرفته و گناهکاری «سیه‌رو» دستِ یاری به‌سوی واعظ دراز کرده است. ترکیبِ رنگ سرد و تیره نیز بر سنگینیِ فضای تصویر افزوده‌است. حضوری مردی در پای منبر و روبه‌روی واعظ، نشان از دانشمندِ مجلس در مصرعِ اولِ بیتِ دومِ این غزل:«مشکلی دارم ز دانشمند مجلس بازپرس / توبه‌فرمایان چرا خود توبه کمتر می‌کنند» دارد. بر پیشانیِ ایوانِ مسجد و رواقِ کنار آن نیز دو کتبیه شامل بیتِ «برو به کار خود ای واعظ این چه فریادست / مرا فتاد دل از ره تو را چه افتادست» و مصرعِ «رواق منظر چشم من آشیانه توست» دیده می‌شود. این اثرِ شیخ‌زاده، نگاره و نگارگرِ آن را در دستهٔ هنرمندانی قرار می‌دهد که در به‌تصویر درآوردنِ اشعارِ حافظ موفق بوده‌اند.